# アイドリング!!! 卒業ライブ 〜新たなる旅立ちング!!!〜
『アイドリング!!! 卒業ライブ 〜新たなる旅立ちング!!!〜』（アイドリング!!! そつぎょうライブ あらたなるたびだちング!!!）は、アイドリング!!!のライブDVD。発売元:ポニーキャニオン。

## 概要
- 2009年3月18日に行われた、アイドリング!!!卒業ライブのDVD。
- 1号・加藤沙耶香、4号・江渡万里彩、5号・滝口ミラ、18号・ミシェル未来は、このライブをもって卒業となる。
- 封入特典としてオリジナルポストカード（4種類のうち1種類）、特典映像として「4号江渡万里彩16歳の誕生日」を収録。

## 収録曲
1. 百花繚乱アイドリング!!!
2. 恋ゴコロ
3. モテ期のうた 〜season2〜
4. 告白
5. キミがスキ
6. 旅立ちの日に…（川嶋あい）
7. はじまり（チェキッ娘）
8. じゃあね（おニャン子クラブ）
9. 「職業:アイドル。」
10. ガンバレ乙女（笑）
11. Snow celebration
12. friend
13. 想いの詩
14. NA・GA・RA
15. 台場の恋の物語
16. 遥かなるバージンロード
17. レモンドロップ
18. モテ期のうた
19. Like a Shooting Star
20. ガンバレ乙女（笑）